# Rae-rae
Les rae-rae són dones transgènere de la cultura tahitiana, una distinció contemporània originada a la dècada del 1960 a partir de māhū (que significa «al mig»), que és la categoria social més tradicional de la gent liminal de gènere de la Polinèsia. «Petea» és un terme menyspreable per a l'homosexualitat cis-masculina (que suggereix «homes que es desitgen sexualment») utilitzat a la Polinèsia Francesa, en contrast amb la categoria social tradicional «moe aikāne» usada a Hawaii.
Mentre que māhū es consideren una part integral de la tradició, la història i la cultura maori, rae-rae són generalment menys acceptats a la societat tahitiana. Es consideren l'equivalent més modern de les drag queens del món occidental i tenen una connotació negativa amb vincles amb la pobresa i el treball sexual. Pot ser que rae-rae sigui més probable que māhū se sotmeti a una cirurgia de reassignació de gènere d'home a dona o altres cirurgies estètiques. A més, la identitat de rae-rae té vincles més estrets amb l'homosexualitat, en contrast amb māhū, que s'identifiquen més amb la feminitat i la «dolçor» i poden fer un vot de castedat. Rae-rae és vist per alguns com una influència de la cultura occidental (és a dir, francesa), mentre que el concepte i la història de māhū són purament polinesis i no toquen els ideals occidentals. Rae-rae també és un terme controvertit a Tahití perquè alguns el consideren incompatible amb dues idees culturals polinèsies: en primer lloc, que la identitat de gènere es defineix abans i, per tant, determina la pròpia sexualitat; i en segon lloc, que el gènere d'un és constant al llarg de la vida en lloc de ser variable. No obstant això, alguns estudiosos suggereixen que les objeccions al rae-rae poden ser degudes a la influència cristiana i la moralitat de la modèstia sexual.
La idea d'un tercer gènere o tercer sexe és comuna en moltes cultures. Rae-rae a Tahití és similar a Kathoey a Tailàndia, Kothi i Hijra a l'Índia, Femminiello a Itàlia, Muxe a Mèxic i Travesti a Amèrica del Sud.

## Història
Les històries transmeses a Tahití suggereixen que en el passat, era habitual que les famílies amb diversos fills criessin el nen més gran com a nena, com a māhū. Els māhū són molt més respectats que les rae-rae. Rae-rae es va originar quan els francesos van entrar a la polinèsia a la dècada del 1960.

## Rae-rae en la cultura hawaiiana
Māhū i rae-rae generalment tenen una consideració menys favorable a Hawaii en comparació amb Tahití a causa d'una cultura més repressiva sexual. En lloc de fer la distinció entre una identitat de gènere tradicional i cultural i una identitat sexual més moderna, ambdues estan socialment molt marginades.